# Crangonoïdeus
Els crangonoïdeus (Crangonoidea) són una superfamília de crustacis decàpodes de l'infraordre dels carideus.

## Taxonomia
La superfamília Crangonoidea inclou espècies en dues famílies:
- Família Crangonidae Haworth, 1825
- Família Glyphocrangonidae Smith, 1884

Només els crangònids tenen representació a les costes mediterrànies.

## Referències

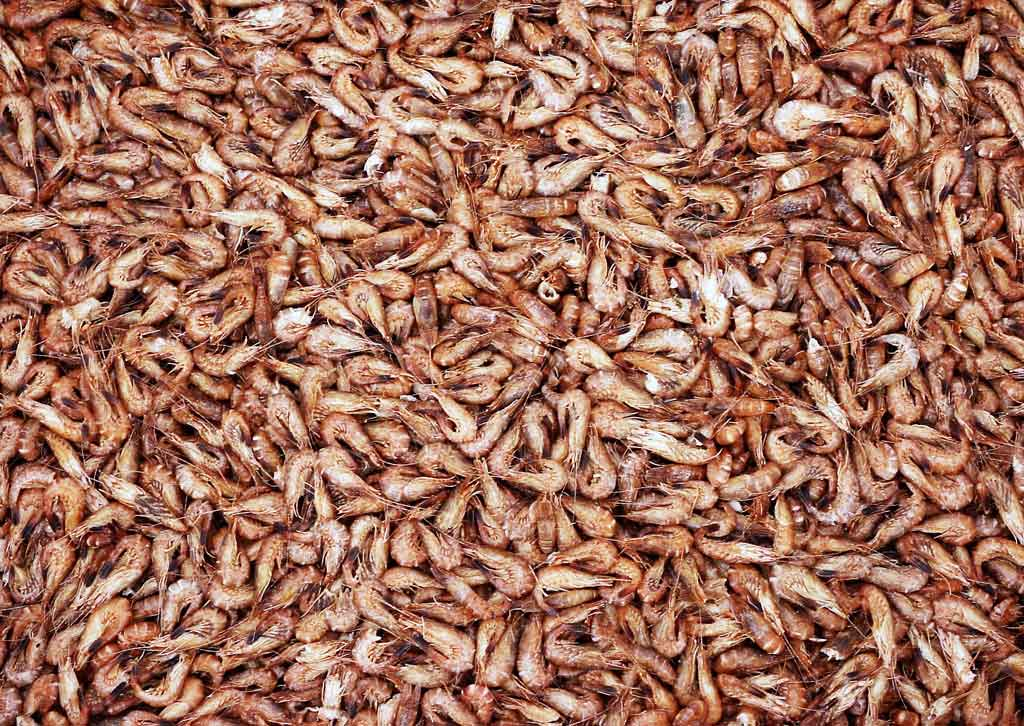
Captura de Crangon crangon.